# Ciclone Bondo
O ciclone tropical intenso Bondo (designação do JTWC: 05S; também conhecido simplesmente como ciclone Bondo) foi um intenso ciclone tropical que atingiu o noroeste de Madagascar no natal de 2006. Bondo foi o terceiro ciclone tropical, o segundo sistema tropical nomeado e o primeiro ciclone tropical intenso da temporada de ciclones no Oceano Índico sudoeste de 2006-07. Bondo formou-se em 15 de Dezembro a partir de uma perturbação tropical a oeste de Diego Garcia, no Oceano Índico central, e seguiu para oeste, afetando a pequena ilha Agalega e o Atol de Farquhar antes de atingir a costa noroeste de Madagascar em 25 de Dezembro.
Bondo causou chuvas torrenciais em Agalega em 19 de Dezembro e provocou a evacuação quase total do pequeno Atol de Farquhar antes de atingir Madagascar com ventos máximos sustentados de 110 km/h em 25 de Dezembro. Lá, o ciclone provocou 2 fatalidades e afetou pelo menos outras 300 pessoas.

## História meteorológica

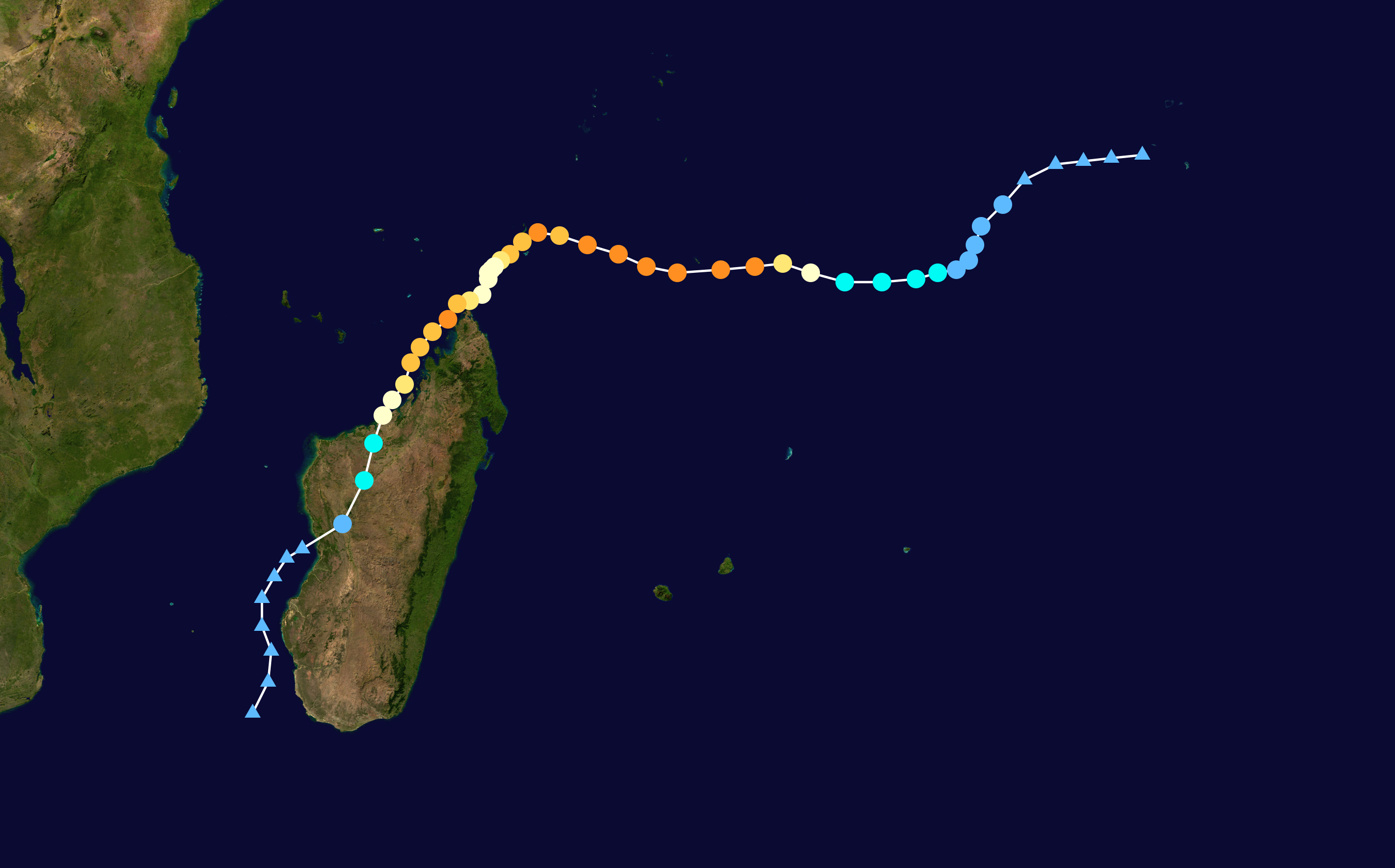
O caminho de Bondo

A área de convecção que viria dar origem a Bondo foi observada pela primeira vez pelo Laboratório de Pesquisas Navais da Marinha dos Estados Unidos em 14 de dezembro, a cerca de 155 km a oés-noroeste de Diego Garcia, Território Britânico do Oceano Índico. Em 16 de Dezembro, o Joint Typhoon Warning Center (JTWC) começou a monitorar o sistema como uma perturbação tropical. O sistema continuou a se fortalecer gradualmente, com boa exaustão radial. O sistema estava inicialmente num ambiente com cisalhamento do vento baixo a moderado e seguia para oeste-sudoeste pela periferia de uma alta subtropical de altos níveis. Além disso, a divergência de altos níveis também era favorável para o ciclogênese tropical. Com condições favoráveis, o JTWC emitiu um alerta de formação de ciclone tropical sobre o sistema durante a madrugada de 17 de Dezembro. O Centro Meteorológico Regional Especializado de Reunião classificou o sistema como a perturbação tropical 03R durante o meio-dia (UTC) de 17 de Dezembro. Ao meio-dia de 18 de Dezembro, o JTWC emitiu seu primeiro aviso regular sobre o recém-formado ciclone tropical 05S. Naquele momento, o centro do ciclone localizava-se a cerca de 1.090 km a oeste-sudoeste de Diego Garcia. Horas mais tarde, o CMRE de Reunião classificou o sistema como uma depressão tropical.
No começo da madrugada (UTC) de 19 de Dezembro, o Centro de Aviso de Ciclone Tropical de Maurício classificou o sistema como uma tempestade tropical moderada e atribuiu-lhe o nome Bondo, que foi submetido à lista de nomes de ciclones pelo Malawi. A partir de então, Bondo começou a se intensificar-se rapidamente e seus ventos máximos sustentados subiram, em apenas 18 horas, de 75 km/h para 195 km/h, enquanto a sua pressão mínima central caiu de 992 hPa para 925 hPa no mesmo período. Às 18:00 (UTC) de 19 de Dezembro, Bondo já era um ciclone tropical intenso, após tornar-se uma tempestade tropical severa e um ciclone tropical num curtíssimo espaço de tempo. No começo da madrugada de 20 de Dezembro, Bondo alcançou seu pico de intensidade, com ventos máximos sustentados de 250 km/h, segundo o JTWC, ou 205 km/h, segundo o CMRE de Reunião. Embora extremamente intenso, Bondo também era extremamente pequeno, com raio de ventos máximos de apenas 37 km, e o seu raio de ventos com intensidade de furacão na escala de Beaufort não passava de 19 km. Horas antes, o centro do ciclone Bondo passou a apenas 25 km ao sul de Agalega, pequena ilha no Oceano Índico que pertence a Maurício.
Continuando a seguir para oeste ao longo da periferia da alta subtropical, Bondo começou a se enfraquecer devido ao aumento do cisalhamento do vento, que reduziu significativamente a sua exaustão meridional. Além disso, Bondo começou a sofrer um ciclo de substituição da parede do olho. Durante a noite (UTC) de 21 de Dezembro, o CMRE de Reunião desclassificou Bondo para um ciclone tropical. Horas mais tarde, com o contínuo enfraquecimento de Bondo, o CMRE desclassificou o sistema para uma tempestade tropical severa durante a manhã (UTC) de 22 de Dezembro. A partir de então, Bondo começou a seguir para sul-sudoeste devido a uma brecha formada na alta subtropical causada pela aproximação de um cavado de médias latitudes em intensificação que estava se aproximando. Ao meio-dia de 22 de Dezembro, Bondo passou a 185 km a norte-nordeste do extremo norte de Madagascar.
Bondo voltou a se intensificar assim que começou a se deslocar paralelamente à costa noroeste de Madagascar. Novas áreas de convecção formaram-se próximo ao centro ciclônico e estas se organizaram em bandas curvadas de tempestade.. Além disso, um anticiclone de altos níveis formou-se sobre Bondo, permitindo a melhora da exaustão do ciclone tropical e a consequente intensificação do mesmo. Além disso, o cisalhamento do vento diminuiu. No começo da madrugada de 24 de Dezembro, Bondo atingiu seu pico secundário de intensidade, com ventos máximos sustentados de 215 km/h, segundo o JTWC, ou 140 km/h, segundo o CMRE de Reunião, fazendo de Bondo novamente um ciclone tropical.
No entanto, Bondo voltou a se enfraquecer, principalmente devido à interação com terra e a intrusão de ar seco. Com isso, ao meio-dia (UTC) do Natal de 2006, o CMRE de Reunião desclassificou novamente Bondo para uma tempestade tropical severa. Mais tarde, por volta das 12:15 (UTC), segundo o CMRE de Reunião, Bondo fez landfall na costa noroeste de Madagascar, sobre a cidade de Mahajanga, com ventos máximos sustentados de 110 km/h. A partir de então, o CMRE de Reunião desclassificou Bondo para uma depressão sobre terra, enquanto que o JTWC emitiu seu aviso final sobre o sistema no começo da madrugada de 26 de Dezembro. O CMRE também emitiu seu aviso final sobre o sistema às 05:00 (UTC) de 26 de Dezembro. No entanto, voltou a emitir avisos não regulares sobre o sistema assim que a área de baixa pressão remanescente de Bondo seguiu para o Canal de Moçambique como um sistema altamente desorganizado. No entanto, o sistema não se intensificou apesar das águas quentes do Canal de Moçambique e o CMRE emitiu seu aviso final definitivo sobre o sistema.

## Preparativos e impactos

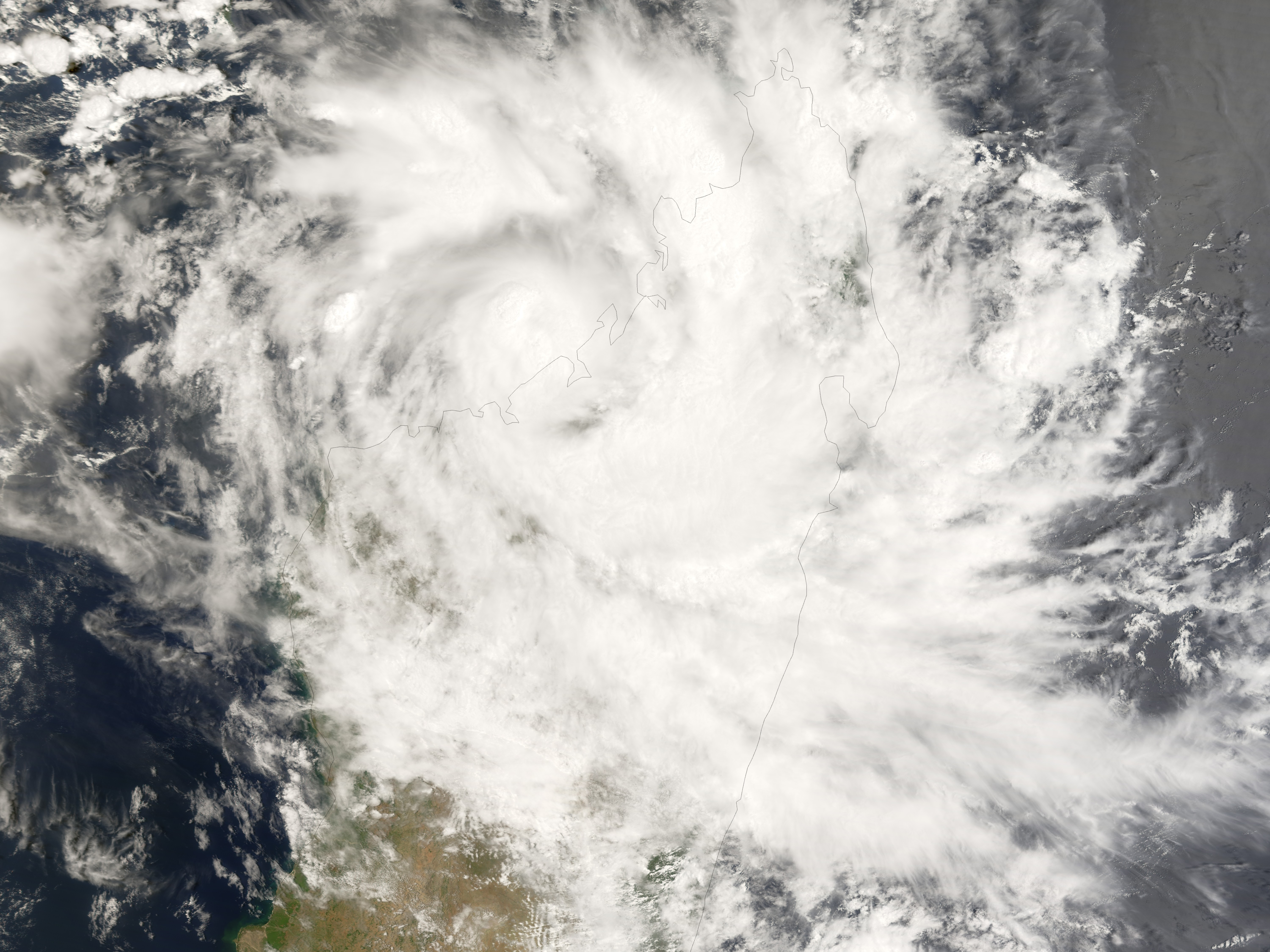
O ciclone Bondo pouco antes de atingir Madagascar

Em 19 de Dezembro, o olho do ciclone Bondo passou a apenas 25 km ao sul de Agalega, uma pequena ilha a nordeste de Madagascar pertencente a Maurício. Apesar do ciclone passar a poucos quilômetros da ilha, Agalega não registrou ventos fortes, já que o raio de ventos máximos associados ao ciclone era de apenas 19 km no momento. No entanto, Agalega registrou chuvas torrenciais e a precipitação acumulada chegou a 280 mm.
O governo de Seychelles retirou 35 dos 43 residentes do Atol de Farquhar; os restantes permaneceram na única construção de concreto do atol.
O ciclone Bondo provocou duas fatalidades em Madagascar; uma pessoa foi morta quando um muro entrou em colapso devido aos ventos fortes, em Mahajanga, enquanto outro desapareceu e está presumidamente morto quando a canoa onde ele e sua família estava virou; felizmente sua família se salvou. Somente em Mahajanga, 38 residências cerca de 300 pessoas foram afetadas pelo ciclone. Os ventos fortes derrubaram árvores e destelharam algumas residências, enquanto que em algumas localidades, o fornecimento de eletricidade foi interrompido.